# Eerste Kamerverkiezingen 1890
De Eerste Kamerverkiezingen 1890 waren reguliere Nederlandse verkiezingen voor de Eerste Kamer der Staten-Generaal. Zij vonden plaats op 8 juli 1890.
De verkiezingen werden gehouden voor een derde deel van de zittende leden van de Eerste Kamer van wie de zittingstermijn afliep. Bij deze verkiezingen kozen de leden van Provinciale Staten - die bij de Statenverkiezingen in mei 1889 gekozen waren - in tien kiesgroepen naar provincie zeventien nieuwe leden.
De uitslag van de verkiezingen was als volgt:
| Groepering/partij          | Zetels | Zetels | Zetels | Zetels | Zetels | Zetelverdeling naar provincie | Zetelverdeling naar provincie | Zetelverdeling naar provincie | Zetelverdeling naar provincie | Zetelverdeling naar provincie | Zetelverdeling naar provincie | Zetelverdeling naar provincie | Zetelverdeling naar provincie | Zetelverdeling naar provincie | Zetelverdeling naar provincie | Zetelverdeling naar provincie |
| Groepering/partij          | 1888   | Af     | Bij    | 1890   | +/-    | Gr                            | F                             | D                             | O                             | Ge                            | U                             | NH                            | ZH                            | Z                             | NB                            | L                             |
| -------------------------- | ------ | ------ | ------ | ------ | ------ | ----------------------------- | ----------------------------- | ----------------------------- | ----------------------------- | ----------------------------- | ----------------------------- | ----------------------------- | ----------------------------- | ----------------------------- | ----------------------------- | ----------------------------- |
| Liberale Unie              | 32     | 10     | 10     | 32     | 0      | 3                             | 4                             | 2                             | 3                             | 2                             |                               | 7                             | 9                             | 2                             |                               |                               |
| katholieken                | 10/11  | 4      | 4      | 11     | 0      |                               |                               |                               |                               | 1                             | 1                             |                               |                               |                               | 6                             | 3                             |
| conservatieven             | 3/2    | 1      | 1      | 2      | 0      |                               |                               |                               |                               | 2                             |                               |                               |                               |                               |                               |                               |
| gematigde liberalen        | 2      | 1      | 1      | 2      | 0      |                               |                               |                               |                               |                               |                               | 1                             | 1                             |                               |                               |                               |
| conservatief-liberalen     | 2      | 0      | 0      | 2      | 0      |                               |                               |                               |                               | 1                             |                               | 1                             |                               |                               |                               |                               |
| Anti-Revolutionaire Partij | 1      | 1      | 1      | 1      | 0      |                               |                               |                               |                               |                               | 1                             |                               |                               |                               |                               |                               |
| totaal                     | 50     | 17     | 17     | 50     | 0      | 3                             | 4                             | 2                             | 3                             | 6                             | 2                             | 9                             | 10                            | 2                             | 6                             | 3                             |

## Gekozenen
Bij de Eerste Kamerverkiezingen van 1890 waren zeventien leden van de Eerste Kamer periodiek aftredend. Zij werden allen herkozen. 
De zittingsperiode van de Eerste Kamer ging in op 16 september 1890. De zittingstermijn van de gekozen Kamerleden bedroeg negen jaar.
*1850 · 1853 · 1856 · 1859 · 1862 · 1865 · 1868 · 1871 · 1874 · 1877 · 1880 · 1883 · *1884 · 1887 (I) · *1887 (II) · *1888 · 1890 · 1893 · 1896 · 1899 · 1902 · *1904 · 1907 · 1910 · 1913 · 1916 · *1917 · 1919 · *1922 · *1923 · 1926 · 1929 · 1932 · 1935 · *1937 · *1946 · *1948 · 1951 · *1952 · 1955 · *1956 (I) · *1956 (II) · 1960 · *1963 · 1966 · 1969 · *1971 · 1974 · 1977 · 1980 · *1981 · *1983 · *1986 · 1987 · 1991 · 1995 · 1999 · 2003 · 2007 · 2011 · 2015 · 2019 · 2023

* algemene verkiezingen in verband met vervroegde ontbinding van de Eerste Kamer

vanaf 1987 bedraagt de vaste zittingstermijn van de Eerste Kamer vier jaar